# Mela limoncella
La mela limoncella è un tipo di mela originario del centro-sud Italia (Campania, Abruzzo, Molise), ad oggi coltivato nella regione italiana della Campania.

## Caratteristiche
La mela limoncella è un frutto di forma irregolare, tra l'ellissoidale ed il cilindrico di pezzatura medio-piccola, con una buccia di colore giallo tendente al verde, spesso puntinata di marroncino, e un aroma citrino, che le dà quella particolarità che la differenzia dagli altri tipi di mela. La sua polpa è bianca, compatta e succosa, anch'essa con un sapore leggermente acido; grazie al suo equilibrio di acidi e zuccheri nella sua polpa, la mela limoncella si conserva molto bene e riduce di molto il tempo di condizionamento. Per le sue eccezionali caratteristiche organolettiche è considerata tra le più pregevoli cultivar meridionali di mele.

## Coltivazione
L’albero ha una fioritura abbastanza tardiva, ha chioma folta, attecchisce bene in terreni poco fertili ed è adatto per coltivazioni a basso impatto ambientale. Conviene iniziare a coltivare i frutti nel tardo autunno, circa novembre-dicembre; possono crescere anche in febbraio, marzo, massimo aprile, a patto che siano già stati piantati in un vaso in precedenza.

## Varianti
Oltre alla mela limoncella, ne esiste una sua variante, chiamata limoncellona per le sue grandi dimensioni rispetto a quella normale. Essa cresce nell'area agerolese; si distingue dalla cultivar madre, oltre che per le dimensioni del frutto, anche per il sapore più dolce e aromatico che la rende particolarmente ricercata sul mercato.